# Syntretus parvicornis
Syntretus parvicornis är en stekelart som först beskrevs av Henry J. Reinhard 1862.  Syntretus parvicornis ingår i släktet Syntretus och familjen bracksteklar. Inga underarter finns listade i Catalogue of Life.